# José Hernández (pintor)
José Hernández Muñoz (Tánger, Protectorado español de Marruecos, 5 de enero de 1944-Málaga, 20 de noviembre de 2013), fue un pintor y artista plástico español, miembro de la Real Academia de Bellas Artes de San Fernando desde 1989.

## Biografía
Nacido el 5 de enero de 1944 en el Protectorado español de Marruecos, expuso sus primeras obras en la Librairie des Colonnes de Tánger en 1962; en esa época y a pesar de su juventud ya alternaba con personajes de la cultura de dicha ciudad. Así lo comentó el crítico de arte Emilio Sanz Soto: «En estas visitas fantasmas a unos ambientes fantasmagóricos, me acompañaba el jovencísimo pintor tangerino José Hernández, quien a los 17 años ya soñaba despierto dibujando gatos enfurecidos». Sus dibujos muestran su inclinación a la representación onírica seguramente influenciado por la lectura de obras fantásticas. En sus obras el color más empleado son las tonalidades ocres especialmente para los fondos junto con el verde para el temario.
En 1964 empezó a trabajar en Madrid. Desde 1967 empezó a trabajar en el arte gráfico. Durante años compartió domicilio entre Málaga y Madrid. Tiene un amplio reconocimiento su trabajo como ilustrador de libros, entre los que se encuentran grabados para las obras de autores como Joyce y Rimbaud. Desde 1986 está representado con su obra en el Museo de Dibujo 'Julio Gavín Castillo' de Larrés.
A partir de 1966 expone individual y colectivamente en Madrid, Oviedo, Burgos, Alicante, Vitoria, Granada, Zaragoza, París, Bruselas, Chicago, Bremen, Tokio, Hamburgo, Múnich, Lödz, Cali, Fredrikstad, Rabat, Casablanca, Lisboa, Bad Frankenhausen, Nueva York, Varsovia, Amán, Dublín, Varna, Leópolis, Montevideo, Lima, México D.F., Christchurch, Jivaskilá, etc., y en las ferias internacionales: París, F.I.A.C., Galería Negru 1979. Madrid, A.R.C.O., Galería Biosca 1984. París, S.A.G.A., Galería Tórculo, 1989. Madrid, A.R.C.O., Galería Tórculo, 1990. Basilea, ART BASEL, Galería Levy, 1992.
Desde 1971 realiza una extensa labor de ilustrador en ediciones tanto de gran difusión como de bibliofilia, con textos de Ángel González, James Joyce, Luis Buñuel, José-Miguel Ullán, Juan de Jaúregui, Gustavo Adolfo Bécquer, Edouard Roditi, Ryonosuke, Akutagawa, Franz Kafka, Ernesto Sabato, Juan Rulfo, Jorge Luis Borges, José Antonio Muñoz Rojas, Horacio Costa, Francisco Brines, Federico García Lorca y Juan Ramón Jiménez.
Desde 1974 ha participado en numerosos proyectos teatrales realizando una labor de escenógrafo y diseñador de vestuario en obras teatrales de Michel de Ghelderode, Calderón de la Barca, García Lorca, José Martín Recuerda, Buero Vallejo, Valle-Inclán, Miguel de Cervantes, José Saramago, Francisco Nieva, Antonio Gala, Carlos Fernández Shaw, Ignacio García May o José Zorrilla, y en óperas de Manuel de Falla o Luis de Pablo.
Falleció el 20 de noviembre de 2013 en Málaga, después de una larga enfermedad, a los 69 años de edad.

## Premios
Los más destacados fueron:
- Premio Nacional de Artes Plásticas. Madrid, 1981.[2][8]
- 1982 Gran Prix "VI Bienal Internacional de Grabado" Fredrikstat, Noruega.
- 1983 Premio Manuel Salvador Carmona. Calcografía Nacional, Madrid.
- 1985 Premio "III Bienal Internacional de Grabado" Varna, Bulgaria.
- 1987 Premio Internacional Biella per L'Incisione, Italia.
- 1988 Medalla de Honor de la XII Internacional Exhibition of Modern Ex Libris de Malbork, Polonia.
- 1988 Premio Artes Plásticas "El Correo del Arte", Madrid.
- 1989 Gran Premio, Exposición Internacional del Arte del Libro. Leipzig, Alemania.
- 1990 Premio "Tarasca". ADE Asociación de Directores de Escena, Madrid.
- 1992 Premio "Penagos" de Dibujo. Fundación Cultural Mapfre Vida, Madrid.
- 1993 Premio " II Biennale Ex-libris, Progetti Farnesiani" Ortona, Italia.
- 1994 Premio "II Premios Nacionales de Grabado" Museo del Grabado Español Contemporáneo, Marbella.
- 1995 Primer premio "V Certamen Nacional de Dibujo" Museo Fundación Gregorio Prieto,     Valdepeñas.
- 1995 Premio "IV Mostra Unión Fenosa", La Coruña.
- 1996 Medalla Goya de Plata, "X Bienal Iberoamericana de Arte" México.
- 1997 Premio ADE de escenografía, Asociación de Directores de Escena, Madrid.
- 1998 Premio a la Creación Artística, Comunidad de Madrid.
- 1999 Premio al Mejor Artista del Año, Arte de Vivir. Madrid.
- 2006 Premio Nacional de Arte Gráfico.
- 2007 Premio Aragón-Goya
- 2007 Premio Tomás Francisco Prieto, Fundación Casa de la Moneda. Madrid.
- 2010 Premio Minerva a la Creación Artística. Leganés, Madrid.
- Medalla de Honor de la Real Academia de Bellas Artes de Santa Isabel de Hungría de Sevilla.
- Miembro titular de la Academia Europea de las Ciencias, las Artes y las Letras, París.
- 2014 Título póstumo del Premio a la trayectoria profesional en la obra gráfica. Museo del Grabado Español Contemporáneo.